# 氮化銦
氮化銦（InN）是一種小能隙的半導體材料，在太陽能電池及其他高速電子學上有潛在的應用。
依溫度的不同，氮化銦的能階可以到約~0.7 eV（以往認定的值是1.97 eV）。其有效電子質量已由高磁場的測量所確認
,， m*=0.055 m0。氮化銦和氮化鎵的合金為三元体系的氮化銦鎵，其直接能階從紅外線（0.69 eV）延伸到紫外線（3.4 eV）。
目前有關氮化銦的研究是發展氮化物基礎半導體的太陽能電池。利用合金氮化銦鎵，可以對應太陽光的頻譜。氮化銦的能階其波長可以長到1900nm。不過這類太陽電池要商品化，仍有許多困難，利用氮化銦及高含銦的氮化銦鎵製作p型半導體就是挑戰之一。氮化銦和其他氮化物（如 氮化鎵及氮化鋁）的異質外延生長也已證實相當困難。
氮化銦的多晶薄膜有高導電性，在氦的溫度下甚至有超導性。其超導轉態溫度為Tc依其薄膜結構而定，會低於4 K。其超導性在強磁場（數個特斯拉）下仍然存在，這和金屬在磁場為 0.03 T時超導性就會下降的特性不同。其超導的特性是因為金屬銦的鍊狀結構或是奈米簇，其中依照金兹堡－朗道方程，較小的尺寸增高了臨界磁場。